# Brickellia pendula
Brickellia pendula là một loài thực vật có hoa trong họ Cúc. Loài này được (Schrad.) A.Gray mô tả khoa học đầu tiên năm 1852.